# Mariano Baracetti
Mariano „Mono“ Baracetti (* 12. Juli 1974 in Buenos Aires) ist ein ehemaliger argentinischer Beachvolleyballspieler. Er nahm dreimal an Olympischen Spielen teil und wurde 2001 Weltmeister.

## Karriere
Nach zwei Turnieren mit Fabio Perez wechselte Baracetti 1996 seinen Partner. Mit José Salema bildete er bis 2000 ein Beachvolleyballteam. Die beiden traten im vorerst letzten Jahr ihrer Zusammenarbeit bei den Olympischen Sommerspielen in Sydney an und gewannen zuvor auf der FIVB World Tour das Turnier in Mar del Plata, dem Geburtsort von Martín Conde, mit dem Mariano Baracetti 2001 den Weltmeistertitel in Klagenfurt erreichte. Die beiden Argentinier gewannen außerdem noch drei weitere FIVB Titel.
Baracetti/Conde wurden 2002 Tour Champion der FIVB. Sie spielten zusammen bei den Olympischen Spielen 2004 und 2008 und erreichten als beste Platzierung bei den Beachvolleyballwettbewerben in Athen den neunten Platz. 2008 bestritt Mariano Baracetti die meisten Turniere mit seinem früheren Partner Salema mit einem dritten Platz in Sanya in China als bestem Ergebnis, 2009 spielten die beiden Südamerikaner die komplette Saison zusammen und erreichten bei ihrem letzten gemeinsamen Turnier in Stare Jabłonki in Polen als Neunte noch einmal eine Top-Ten-Platzierung.